# Byttneria minytricha
Byttneria minytricha är en malvaväxtart som beskrevs av C.L. Cristobal. Byttneria minytricha ingår i släktet Byttneria och familjen malvaväxter. Inga underarter finns listade i Catalogue of Life.